# 梅滕山
46°36′30.7″N 8°4′44″E / 46.608528°N 8.07889°E

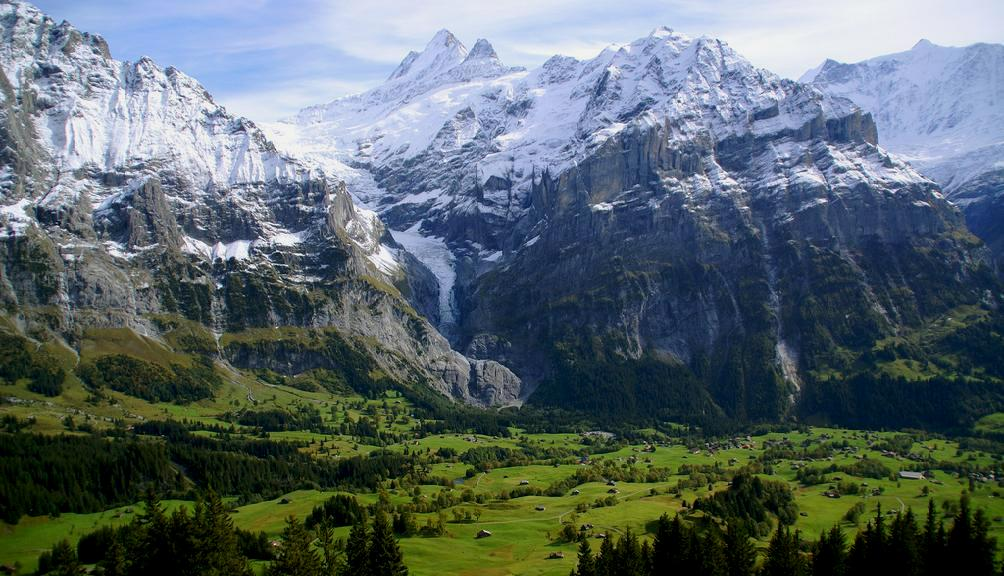

梅滕山（德語：Mättenberg）是瑞士伯恩州的山峰，位於該國南部，屬於伯尔尼山的一部分，海拔高度3,104米，每年平均降雨量2,465毫米。

## 外部連結
- Mettenberg on Hikr